# 沃尔夫冈·拉腊萨瓦尔
沃尔夫冈·恩里克·拉腊萨瓦尔·烏格托（西班牙語：Wolfgang Enrique Larrazábal Ugueto，1911年3 月5日—2003年2月27日），委內瑞拉海軍軍官和政治人物。他於1958年1月23日，軍事獨裁者馬科斯·佩雷斯·希門內斯被推翻後上台執政並舉行大選，使該國恢復民主文官統治。1958年以來，他曾兩度競選總統，但均未獲勝。